# Європейський середземноморський сейсмологічний центр
Європейський середземноморський сейсмологічний центр (ЄССЦ; англ. European-Mediterranean Seismological Centre (EMSC)) — міжнародна неурядова та неприбуткова організація. Створений у 1975 році за рекомендацією Європейської сейсмологічної комісії з метою захисту населення та оцінки сейсмічної небезпеки, а також швидкого визначення параметрів руйнівних землетрусів.
Членами ЄССЦ є біля 80 організацій та установ майже з усіх країн Європейського-Середземноморського регіону. Діяльність членів ЄССЦ присвячена проведенню та просуванню сейсмологічних досліджень.
Головний центр спеціального контролю ДКАУ (ГЦСК) у 2005 році став повноправним членом ЄССЦ рішенням Генеральної асамблеї ЄССЦ, та надає в режимі реального часу дані з пунктів спостереження Малин і Кам'янець-Подільський.